# Pochodnie słoneczne
Pochodnie słoneczne to obszary atmosfery słonecznej pobudzone do silniejszej emisji promieniowania  w zakresie optycznym lub ultrafioletowym. Pojawiają się wcześniej niż plamy słoneczne
i będąc potem widoczne ponad nimi wchodzą w skład obszarów aktywnych oraz zanikają znacznie później niż ostatnia plama z grupy. Wyróżnia się dwa podstawowe rodzaje pochodni.
Pochodnie fotosferyczne, obserwowane na poziomie fotosfery, ale powyżej plam słonecznych, o kształcie zawiłych jasnych pól lub włókien. Lepiej widoczne są blisko brzegu tarczy słonecznej, gdzie promieniowanie fotosfery jest mniej intensywne wskutek pociemnienia brzegowego. W środku tarczy pochodnie znikają na tle fotosfery, gdyż mniejsza jest różnica temperatur, a tym samym różnica jasności. Przeciętna powierzchnia zajmowana przez pochodnie jest dwa razy większą od zajmowanej przez plamy. 
Pochodnie te wykazują podobną granulację jak fotosfera. Nadal jednak są rozbieżności na temat zakresu temperatur oraz rodzaju, czasu istnienia, czy rozmiarów granul.
Jasność pochodni fotosferycznych wzrasta ku fioletowemu końcowi widma optycznego, a obserwując Słońce w balmerowskiej linii wodoru Hα rejestrowana jest już emisja składowej chromosferycznej. Temperatury struktur widocznych w zakresie widzialnym są mniejsze niż chromosferycznych, zaś w wyższej chromosferze, z powodu pełnej jonizacji wodoru, obserwacje takie nie są możliwe, bo nie powstają linie widmowe tego pierwiastka.
Pochodnie chromosferyczne, obserwowane są na poziomie chromosfery w zakresie ultrafioletowym, bądź w świetle linii emisyjnych pokrywających się z jądrami silnych fotosferycznych linii absorpcyjnych, głównie dubletu linii H i K jednokrotnie zjonizowanego wapnia Ca II. Pochodnie te mają znacznie większe rozmiary niż pochodnie fotosferyczne. Są jedną z pierwszych oznak pojawiania się kolejnego obszaru aktywnego.
O istnieniu takich obszarów na innych gwiazdach można wnioskować z krzywych zmian blasku opisanych dwu linii.